# Jora de Mijloc, Orhei
Jora de Mijloc este satul de reședință al comunei cu același nume  din raionul Orhei, Republica Moldova.